# Кућа Петровића у Краљеву
Кућа Зорке Петровић изграђена је у периду од 1931. до 1932. године у стилу еклектике. Објекат има правоугаону основу, приземље и поткровље на мансарди. Грађена је по узору на мање резиденцијалне француске виле. На фасадама су видљиви елементи неокласицизма и необарока, док се утицај сецесије највише огледа на мотивима ограде. На источној фасади налази се главни улаз до којег води пространо степениште са балустрадом класицистичког типа. Кућа је занимљива због балкона, који је уклопљен у мансардни кров. Првобитни власник куће, Богољуб Петровић, дао је да се изгради овај мањи стамбени објкат у сећање на свој боравак и школовање у Француској. У кући се чувају вредни покретни предмети грађанске породице прве половине дведестог века, као што су намештај, слике, старе фотографије и документа.